# Данкан Макгвайр
Данкан Макгвайр (англ. Duncan McGuire, нар. 5 лютого 2001, Омаха) — американський футболіст, нападник клубу «Орландо Сіті» та національної збірної США.

## Клубна кар'єра
Данкан Макгвайр народився 2001 року в місті Омаха, та є вихованцем юнацьких команд футбольних клубів «Спортінг» (Омаха) та «Крейтон Блюджейс». У дорослому футболі дебютував 2022 року виступами за команду другого дивізіону «Лейн Юнаїтед», в якій того року взяв участь в 11 матчах чемпіонату, відзначившись 4 забитими м'ячами.
У 2023 році Макгвайр став гравцем клубу MLS «Орландо Сіті». Станом на 21 липня 2024 року відіграв за команду з Орландо 51 матч в національному чемпіонаті, відзначившись 20 забитими м'ячами.

## Виступи за збірні
З 2023 року Данкан Макгвайр грає у складі молодіжної збірної США, станом на липень 2024 року на молодіжному рівні зіграв у 2 офіційних матчах, забив 1 гол. Також у складі олімпійської збірної США Магвайр брав участь у літніх Олімпійських іграх 2024 року, на яких американська олімпійська збірна вийшла до чвертьфіналу, де поступилася збірній Марокко з рахунком 0-4.
20 січня 2024 року Магвайр дебютував у складі національної збірної США в матчі зі збірною Словенії.